# Thomas Hill Green
Thomas Hill Green (Birkin, 7 aprile 1836 – Oxford, 26 marzo 1882) è stato un filosofo britannico.
Fu un esponente rilevante nella corrente britannica dell'idealismo inglese, nonché un politico radicale e un riformatore moderato. 
Come tutti gli idealisti britannici, fu influenzato soprattutto dalla metafisica di Hegel.

## Biografia
Green nacque a Birkin, nello Yorkshire, in Inghilterra, dove suo padre Valentine svolgeva il mestiere di rettore. Da parte paterna era discendente di Oliver Cromwell. La sua educazione e la sua istruzione furono condotte entro le mura domestiche fino all'età di quattordici anni, quando entrò alla Rugby School.
Terminati gli studi, iniziò la carriera universitaria, dapprima come assistente, entrando nel 1855 al collegio Balliol di Oxford, dove ebbe come professori Benjamin Jowett e Charles Stuart Parker. Nel 1860 fu designato lettore di storia antica e moderna allo stesso collegio, e a metà anni Sessanta fu eletto nel consiglio comunale di Oxford. Sposatosi nel 1871 con Charlotte Symonds, nel 1877 venne nominato professore ordinario alla cattedra di filosofia morale, carica che manterrà fino alla morte.
Le sue opere maggiormente significative, come Prolegomeni all'etica e Lectures on the Principles of Political Obligation, furono pubblicate solo dopo la sua morte, ma Green diede di esse un'anticipazione grazie ad una lunga introduzione al Trattato sulla natura umana di David Hume, svolto per conto dell'università, nella quale esaminò esaustivamente la storia della filosofia inglese.
Morì di setticemia nel 1882 all'età di quaranticinque anni.

## Pensiero

### Coscienza assoluta
L'empirismo di David Hume e l'evoluzionismo derivato da Herbert Spencer erano già correnti affermate dopo la seconda metà dell'Ottocento; Green rappresentò, fondamentalmente, la reazione filosofica a queste due dottrine.
Sostenne l'impossibilità di definizione della coscienza in un insieme di idee e di percezioni oltre alla difficoltà di riconoscere le connessioni di queste ultime. Affinché il soggetto riconosca le idee è necessario che sia fuori delle idee stesse, ma per esserlo dovrebbe trattarsi di un soggetto universale, unico, eterno. Ma dato che la natura è in continuo mutamento, occorre una coscienza unificante e saldante i vari mutamenti. Questa "Coscienza assoluta", secondo Green, non doveva risultare incompatibile con l'origine naturale dei processi neurocelebrali, dei tessuti e delle funzioni vitali. Anzi, solo il concetto di "Coscienza assoluta" giustificava e garantiva il progresso dell'umanità.

### La morale
Tutto questo, secondo Green, valeva anche per la vita morale. Il perfezionamento dell'uomo era indirizzato verso traguardi intermedi già presenti nella "Coscienza assoluta". Ma la "Coscienza assoluta" è quel Dio al quale l'uomo tende inevitabilmente.
Il perfezionamento individuale e il soddisfacimento dei bisogni vengono sospinti, universalmente e razionalmente, dalla vita morale.
Da qui nasce il bene inteso come attività spirituale, a cui gli uomini tendono grazie alla libera cooperazione sociale imperniata nella volontà armoniosa.
Si interessò alla dignità dell'individuo che però va visto in relazione con gli altri membri della società; il fine dell'uomo è di perfezionarsi individualmente ma così facendo perfezionerà la società che a sua volta lo perfezionerà ulteriormente.
La morale di Green è pragmatica e può realizzarsi in un sistema politico liberaldemocratico. Per le sue critiche al contrattualismo ed al liberismo economico, tuttavia, è stato accostato anche alle posizioni del socialismo inglese.
Egli evidenzia inoltre una differenza tra diritto e morale: il diritto è coercibile, la morale no.
Il diritto per Green non può andare contro la nostra morale, questa convinzione porta alla formulazione della liceità dell'obiezione di coscienza.

### Lo Stato e le istituzioni
Secondo Green, lo Stato non dovrebbe inventare diritti nuovi, ma garantire quelli esistenti, l'intervento dello Stato dovrebbe essere meramente negativo: solo contro ciò che impedisce la libertà di fare qualcosa.
Ci sono dei casi in cui, però, lo Stato ha il dovere di intervenire: quando limita la libertà dell'imprenditore a tutela dell'individuo.
Scopo delle istituzioni deve essere quello di portare l'individuo ad una vita più libera: lo Stato, almeno in alcuni frangenti, non è più uno Stato che lascia fare ma uno Stato che interviene.
Il liberalismo di Green è un liberalismo progressista che però non tiene conto solo dell'elemento individualista: vuole conciliare libertà individuale ed emancipazione collettiva.

## Influenza di Green
L'insegnamento di Green fu, direttamente o indirettamente, predominante per la sua influenza filosofica in Inghilterra durante gli ultimi due decenni dell'Ottocento.
Il suo esempio di vita civica e politica ispirò i suoi successori e illuminò le università e gli intellettuali maggiormente a contatto con il popolo. Green fu ricordato da molti politici "New Liberal", come ad esempio Herbert Samuel.

## Opere
- Thomas Hill Green, Etica, Torino, Fratelli Bocca Editori, 1925.
- Thomas Hill Green, L'obbligazione politica, Catania, Niccolò Giannotta, 1973.